# Apocephalus funditus
Apocephalus funditus är en tvåvingeart som beskrevs av Brown 2000. Apocephalus funditus ingår i släktet Apocephalus och familjen puckelflugor. Inga underarter finns listade i Catalogue of Life.